# Music Speaks Louder Than Words
Music Speaks Louder Than Words (с англ. — «Музыка говорит громче слов») — музыкальный альбом, вышедший в 1990 году. Сборник песен, написанных совместно американскими и советскими авторами.

## История
В октябре 1988 года 24 автора песен из США посетили Советский Союз, где в течение недели работали вместе с советскими коллегами над новым материалом. Плодом этого сотрудничества и стал изданный в 1990 году альбом, песни для него записали 11 западных исполнителей. Часть авторских гонораров при этом предназначалась для программы культурного обмена AFS Intercultural Exchanges.
Одна из песен — Don’t Stop Now — в исполнении The Cover Girls была выпущена как сингл и имела некоторый коммерческий успех.

## Критика
Критик Стивен Холден из «Нью-Йорк таймс» отметил, что альбом звучал очень по-американски. По его мнению, все песни (за исключением песни Синди Лопер, в которую был включён рэп на русском в исполнении Игоря Николаева) представляли собой «искусно спродюсированные поп-синглы», полностью готовые для ротации на американских радиостанциях, с типично американскими текстами о братстве и сотрудничестве, написанными «на языке поздравительных открыток».

## Список композиций
| №   | Название                  | Автор(ы)                                                                                                 | Исполнитель        | Длительность |
| --- | ------------------------- | --- | ------------------ | ------------ |
| 1.  | «Speak To My Heart»       | Тодд Черни, Сью Шифрин, Давид Тухманов                                                                   | Фиби Сноу          | 4:17         |
| 2.  | «Together»                | Пол Читен, Дайан Уоррен, Олег Газманов                                                                   | Мики Томас         | 4:40         |
| 3.  | «I'm From Another Planet» | Том Келли, Билли Стейнберг, Алан Рой Скотт, Сергей Манукян, Микк Тарго                                   | Animotion          | 3:38         |
| 4.  | «Family Of Man»           | Фрэнн Голд, Том Келли, Билли Стейнберг, Сергей Манукян, Микк Тарго                                       | Atlantic Starr     | 4:38         |
| 5.  | «Cold Sky»                | Синди Лопер, Фрэнк Превит, Алан Рой Скотт, Игорь Николаев                                                | Синди Лопер        | 5:07         |
| 6.  | «One World»               | Памела Филлипс Оланд, Фрэнк Превит, Сергей Манукян, Микк Тарго                                           | Earth, Wind & Fire | 4:20         |
| 7.  | «Underneath One Sky»      | Фрэнн Голд, Венди Уолдман, Игорь Крутой                                                                  | Роберта Флэк       | 5:00         |
| 8.  | «Don't Stop Now»          | Тодд Черни, Харольд Пэйн, Виктор Резников                                                                | The Cover Girls    | 5:00         |
| 9.  | «I Know Your Touch»       | Альберт Хаммонд, Бренда Рассел, Владимир Матецкий                                                        | Энн Мюррей         | 4:08         |
| 10. | «One Heart, One Mind»     | Грегори Эбботт, Александр Барыкин                                                                        | Эммануэль          | 4:13         |
| 11. | «There's Always Love»     | Майкл Болтон, Дезмонд Чайлд, Альберт Хаммонд, Холли Найт, Бренда Рассел, Дайан Уоррен, Владимир Матецкий | Патти Лабелль      | 4:30         |